# Àcid acetilsalicílic
L'àcid acetilsalicílic (més rarament anomenat acetosal), abreviat com AAS i mundialment conegut pel nom comercial d'Aspirina, és un fàrmac de la família dels salicilats, sovint emprat com a analgèsic (mals menors i dolor agut), antipirètic (contra la febre), i antiinflamatori. També té un efecte anticoagulant i, per això, s'usa a baixes dosis en tractaments a llarg termini per tal de reduir la probabilitat d'un atac de cor.
L'AAS a baixes dosis i llarg tractament bloqueja irreversiblement la formació del tromboxà A2 a les plaquetes, produint un efecte inhibidor en l'agregació plaquetària que evita la producció de coàguls i redueix la incidència d'atacs de cor. El tipus d'aspirines que es comercialitzen amb aquest propòsit són les emprades per a xiquets (Aspirina infantil) que venen en píndoles de 75 o 81 mg. Per a després d'un atac de cor també s'utilitza l'àcid acetil salicílic però en dosis altes. Aquest nivell de dosi també inhibeix la síntesi de protrombina i pot així produir un segon i diferent efecte anticoagulant.
Ocorren més de cent sobredosis fatals d'AAS anualment, encara que la gran majoria dels seus usos són beneficiosos. Els efectes secundaris principals, especialment en dosis altes, són l'estrés gastrointestinal (incloent-hi úlceres gàstriques i hemorràgies estomacals) i acúfens. Un altre efecte secundari, a causa de les seves propietats anticoagulants, és l'augment del flux sanguini en la menstruació. A causa de la relació entre l'AAS i la síndrome de Reye, l'AAS no és emprada per a controlar els símptomes de processos gripals en menuts.
Va ser sintetitzat per primera vegada l'any 1897 pel químic alemany Felix Hoffmann. Les seves propietats terapèutiques com a analgèsic i antiinflamatori foren descrites el 1899 pel farmacòleg alemany Heinrich Dreser. És un compost que ja era utilitzat de manera indirecta des de l'antigor per l'efecte que provocaven les infusions d'escorça de salze, la qual cosa va propiciar que s'investigués quin n'era el compost responsable (la salicina) i potenciant els seus efectes convertint-la en forma àcida i fent-la reaccionar amb anhídrid acètic, fins que es va trobar l'AAS. A Espanya es comercialitza com a EFG, A.A.S., Acido acetilsalicilico, Adiro, Aspirina, Bioplak, Dolmen, Dolviran, Tromalyt, Inyesprin.

## Història
L'ésser humà sempre ha intentat trobar el remei per guarir els seus dolors. A l'antiguitat, el remei es trobava a la mateixa naturalesa. En concret, l'extracte de l'escorça de salze blanc (Salix alba), el principi actiu del qual és la base substancial d'AAS, posseïa unes qualitats terapèutiques tals com calmar la febre i alleugerir el dolor. Amb el temps, els remeis naturals van obrir pas a les investigacions científiques i a les solucions químiques.
L'escorça de salze ha sigut des de temps immemorial el tractament contra la febre i el dolor, és a dir un analgèsic i antipirètic.
A partir de l'Edat Mitjana i aproximadament al segle xviii, l'escorça de salze va quedar a l'oblit. De nou en 1763, quan Edward Stone va presentar un informe a la Real Societat de Medicina Anglesa referent a les propietats terapèutiques de l'escorça, es va obrir una altra oportunitat a aquest extracte vegetal tan utilitzat temps enrere. Edward va destacar el seu efecte antipirètic després d'haver-lo administrat amb èxit en 50 pacients que patien estats febrils.
Científics alemanys i francesos anhelaven descobrir el secret de l'escorça de salze. En 1828, Johan A. Buchner, professor de Farmàcia de la Universitat de Múnic, va aconseguir identificar el principi actiu en aïllar una substància groguenca en forma de cristalls de sabor molt amarg que va anomenar salicina, derivat del nom llatí del salze, "salix".
El 1829, el químic francés Henri Leroux desenvolupà un mètode d'extracció, amb el qual es podien obtenir 30 grams de salicina a partir d'un quilo i mig d'escorça de salze. El problema era que, en ingerir-lo, causava un intens dolor d'estómac i irritava la cavitat bucal.
És una substància també trobada en unes altres plantes com la Spirea Ulmaria, que més tard va inspirar el nom d'Aspirina.
Per prevenir una possible escassetat de salicina en un futur no gaire llunyà, es va crear la necessitat de trobar la fórmula química que sintetitzés aquesta substància procedent de l'escorça de salze. En 1859, Herman Kolbe va obtenir àcid salicílic, síntesi de la salicina.
Aquest compost presentava alguns inconvenients, com el seu excessiu sabor amarg i la irritació a l'estómac que provocava la seva ingestió.
El 1853, el químic francès Charles Frederic Gerhardt va fer un primer intent d'acetilació de la salicina, però el preparat presentava massa efectes secundaris i impureses. Inclús amb tot això, els seus experiments van ser recollits a la literatura científica del moment, tot i que alhora oblidats per la comunitat mèdica.
Arthur Eichengrün, director del grup d'investigadors de nous fàrmacs de la Companyia Bayer en 1896, va encarregar a Félix Hoffmann, que treballava per l'empresa des de 1894, l'obtenció d'una variant de l'àcid salicílic que reduís els efectes secundaris de l'original.
El pare de Félix Hoffmann patia reumatisme crònic tractat amb àcid salicílic. L'interès personal del jove químic garantia l'èxit de la investigació. El 10 d'octubre de 1897, Félix Hoffmann informava del procediment que havia seguit per a l'obtenció del conegut àcid acetilsalicílic. El seu mètode de treball es va centrar a modificar i perfeccionar els experiments realitzats en 1853. La investigació de Hoffmann va proporcionar un producte més estable i pur químicament que el del seu antecessor.
En 1971 Vane descriu l'efecte inhibidor (de l'AAS sobre) la síntesi de prostaglandines a partir de l'àcid araquidònic. Smith i Willis, al mateix any demostren que l'AAS bloqueja de forma irreversible la producció de tromboxà a les plaquetes sanguínies. A la dècada dels vuitanta s'aprofundeix més en el coneixement de les seves propietats antirombòtiques i es coneixen més a fons els mecanismes pels quals es produeix l'efecte antiinflamatori. Aviat sorgeixen nombroses indicacions terapèutiques per a disminuir l'agregació plaquetària i per a bloquejar la síntesi de mediadors de la informació.
Tots aquests descobriments van estar relacionats amb l'empresa Bayer, la qual va comercialitzar l'Aspirina.
Bayer va néixer com una companyia dedicada a la indústria de tints, abans de convertir-se en una companyia farmacèutica. En aquells temps, el supervisor del departament de patents i investigació de Bayer, Carl Duisberg, va decidir investigar totes les vies possibles per a obtenir un antipirètic de derivat del paranitrofenol.
El paranitrofenol era un producte de rebuig de la fabricació de tints molt semblant químicament a l'acerytilina, del que existien milers de quilograms emmagatzemats a la fàbrica sense cap destí ni utilitat.
Aquesta decisió va ser presa arran d'un descobriment accidental. Uns metges alsacians van administrar acetanilina a uns malalts d'infeccions parasitàries, en lloc de naftaleno.
Sorprenentment es van trobar davant d'un antipirètic desconegut fins al moment.
En 1888 la investigació va culminar amb l'obtenció d'un compost químic anomenat acetofenetidina que Duisberg va comercialitzar amb un nom no químic. La Fenacetina, el primer fàrmac de Bayer.
L'Aspirina és un producte enregistrat avui dia en més de 70 països a tot el món.
Fins als anys setanta va ser un fàrmac molt utilitzat, però només per les seves propietats analgèsiques i antipirètiques, essent menys habitual les seves indicacions a altes dosis com antiinflamatori, per exemple en l'artritis reumatoide o la febre reumàtica.
Bayer obtingué als EUA la patent el 27 d'octubre de 1900 i li donà el nom comercial d'Aspirina, en què el terme spir es refereix a l'àcid salicílic, la a representa l'acetil i el sufix ina acaba d'arrodonir la paraula per fer-la pronunciable igualment en alemany i anglès.

## Característiques de l'àcid acetilsalicílic

### Propietats fisicoquímiques
Una molècula és una associació d'àtoms. Cada àtom està constituït d'un nucli que conté una càrrega elèctrica positiva, al voltant del qual es mouen els electrons de càrrega elèctrica negativa. Dins la molècula d'AAS, els enllaços, són covalents establerts per compartició d'electrons.
És una molècula orgànica, amb 9 carbonis, 8 hidrògens i 4 oxígens. Estan organitzats en un benzè, al qual s'uneix un grup àcid i al carboni contigu a l'àcid hi ha unit un grup extern amb un metà i un oxigen.
L'estructura de la molècula determina totes les propietats físico-químiques i biològiques. L'AAS es presenta en forma d'una pols cristal·lina blanca o en cristalls incolors i inodors.
La seva temperatura de fusió és de 143 °C. A temperatura ambient, l'AAS es troba en estat sòlid.

### Estabilitat
L'AAS és inestable en atmosfera humida. És hidrolitzada en àcid salicílic i en àcid acètic. Un augment de temperatura i/o un medi bàsic acceleren aquesta descomposició i d'aquí la importància dels condicionaments tancats i segurs.

### Solubilitat
- En aigua: 3,3 grams per litre, a temperatura de 20 °C i 10 grams per litre a 37 °C.
- En alcohol: 1 gram d'AAS es dissol en 5 ml a 20 °C.
- L'AAS és soluble en els lípids. La solubilitat de l'AAS depèn de les interaccions de les seves molècules amb les del dissolvent.

#### pH i solubilitat
En un medi força àcid (pH<3), l'AAS és poc soluble, ja que les molècules neutres són majoritàries. En un medi menys àcid (pH<4,5) els ions acetilsalicilat són majoritaris i l'AAS és soluble. En efecte, els ions que porten una càrrega elèctrica tenen unes interaccions molt més importants amb les molècules d'aigua que les molècules neutres. Aquest és un procediment químic clàssic per solubilitzar els àcids orgànics poc solubles.

### Acidesa d'una solució d'AAS
Els àcids són les substàncies químiques que presenten un gust agre i picant i, sobretot, caracteritzades per propietats similars a partir del moment en què es dissolen en aigua (conducció d'electricitat, corrosió dels metalls, desnaturalització de les proteïnes...). Esmentem algunes solucions àcides alimentàries entre les més corrents: el vinagre (àcid acètic), el suc de llimona (àcid cítric), les begudes gasoses (àcid carbònic)… 
Per tal de definir millor l'acidesa d'una substància cal recordar que l'aigua pura és lleugerament conductora de corrent elèctric pel fet de la presència de partícules carregades elèctricament, els ions H+ i els ions OH-. Aquests ions provenen de la dissociació d'un petit nombre de molècules d'aigua segons la reacció: 
La doble fletxa indica que es tracta d'un equilibri, un sistema no estàtic. En tot moment la reacció té lloc en ambdós sentits, els ions es combinen i les molècules es dissocien però les concentracions de H+ i d'OH-, anotades com [H+] i [OH-] són constants. En aigua pura [H+]=[OH-]=10-7 a 25¼C. Un àcid AH es defineix com una substància capaç d'alliberar ions H+ dins l'aigua i de captar ions OH-. Inversament una base és una substància capaç de captar ions H+ i d'alliberar ions OH-. L'acidesa d'una solució correspon a la seva concentració en ions hidrogen H+, caracteritzada per una mesura el símbol de la qual és pH (abreviació de potencial Hidrogen) a partir de la relació [H+]=10-pH. Una solució d'aigua pura a 20¼C té un pH de 7. Tota solució és àcida quan el seu pH és inferior a 7 i bàsica quan el seu pH és superior a 7.
L'AAS és un àcid feble. La dissociació de les molècules no és total. La doble fletxa indica que es tracta d'un equilibri, un sistema no estàtic. En tot moment, la reacció té lloc en ambdós sentits, els ions es combinen i les molècules es dissocien, però les concentracions en H+, AspH i Asp-, anotades per [AspH], [H+] i [Asp-] estan relacionades per la constant d'acidesa Ka 
L'escala dels pKa dels àcids mostra que l'AAS no és un àcid més fort que nombrosos àcids alimentaris. És un àcid més feble que l'àcid cítric i més fort que l'àcid acètic del vinagre. A partir d'aquesta relació, el pH d'una solució imposa la relació de les concentracions [Asp-] i [AspH]. Si pH=pKa, aquesta relació és igual a 1: hi ha tantes molècules com ions. Si el pH esdevé superior a 3,5, aquesta relació augmenta i els ions són majoritaris. Recíprocament, pels pH febles les molècules són majoritàries.

## Propietats farmacològiques
Fou el New York Times Magazine qui en 1966 va afirmar que l'"AAS és el medicament meravellós que ningú no entén", malgrat que Von Euler en 1930 havia començat a parlar de les prostaglandines i els seus col·laboradors havien definit l'estructura química de les primeres prostaglandines.
El 1963 Collier ja tenia alguna idea del que feia AAS, però no aconseguia definir res concret.

### Mecanismes generals de l'acció farmacològica
El 1971, el farmacòleg britànic John Robert Vane va demostrar que les múltiples aplicacions mèdiques de l'AAS deriven de la seva capacitat per bloquejar la producció d'algunes prostaglandines (relacionades directament amb la inflamació) i de tromboxans (relacionats amb la formació de trombes).
Fins a finals dels seixanta no es va comprovar que les propietats analgèsiques i antitèrmiques de l'AAS estaven lligades a una inhibició irreversible de la ciclooxigenasa (COX) (un enzim que permet la producció de prostaglandines a partir de l'àcid araquidònic).

### Acció antipirètica
La febre és una alteració als mecanismes reguladors de calor de l'organisme, de manera que s'eleva la temperatura corporal, considerant temperatura normal fins a 37 °C a l'aixella, fins a 37,7 °C a la boca i 38 °C al recte.
Habitualment la presència d'una infecció a l'organisme introdueix als leucòcits en segregar interleucina 1, una substància que eleva la quantitat de prostaglandina E a la sang. Les prostaglandines actuen sobre d'hipotàlem, on es troba el centre regulador de la temperatura o termòstat endogen.
L'AAS és capaç de disminuir la temperatura corporal quan existeix febre, però quan la temperatura corporal és normal, no produeix la denominada hipotèrmia. L'efecte antitèrmic es realitza gràcies a diversos mecanismes alliberadors de calor, fonamentalment la vasodilatació cutània i la sudoració.
L'acció antitèrmica de l'AAS, en aquest nivell cerebral, es deu, doncs, al bloqueig de la síntesi de prostaglandines que té un intens efecte inductor de la febre.

### Acció analgèsica
L'AAS té una acció analgèsica a nivell preferentment perifèric, actuant en les terminacions nervioses sobre les quals actuen substàncies generadores de dolor, com les prostaglandines, la serotina i la bradiquinina. Dit d'una altra manera, que en lloc d'actuar directament sobre la font del dolor suprimeixen el que el cos produeix per causar la sensació de dolor.
Es creu que en l'efecte analgèsic de l'AAS també existeix un component central a nivell del tàlem, que és una estructura prop de la base del cervell, que integra els estímuls dolorosos.
D'altres investigacions han comprovat un efecte de l'AAS sobre el sistema nerviós central.
En un treball realitzat per la universitat de Califòrnia a San Diego, publicat a la revista Science el 1992 es va demostrar que d'injecció directa de l'AAS a la columna vertebral augmentava la seva potència de 100 a 500 vegades en comparació amb la mateixa dosis administrada per via oral.
L'activitat analgèsica de l'AAS és d'intensitat moderada, col·locant-me per sota dels analgèsics majors, com són els opiàcids. Aquest efecte depèn de la dosi.
L'AAS té major activitat analgèsica que el salicilat, el seu metabòlit, tot i que aquest té el mateix poder antiinflamatori que ella.
Malgrat que l'AAS es troba entre els analgèsics de potència limitada, la seva activitat analgèsica s'ha de considerar similar a la d'alguns fàrmacs antiinflamatoris no esteroidals i superior a la de molts d'ells.
L'AAS és doncs, útil en molts dolors d'intensitat moderada, com cefalees, dolors articulars, musculars, de parts toves, dolors d'origen dental, d'ossos, en postoperatoris, en traumatismes i en dolors menstruals. A més a més pels dolors produïts per un càncer.

### Acció antiinflamatòria
Les prostaglandines posseeixen múltiples accions multiplicadores de la reacció inflamatòria. Entre elles destaca la seva capacitat de vasodilatar, sensibilitzar els receptors nerviosos al dolor, estimular les cèl·lules inflamatòries i estimular la producció d'interleucines 1, un potent inductor d'inflamació. Posseeixen múltiples accions multiplicadores de la reacció inflamatòria.
Aspirina bloqueja la síntesi de prostaglandines i, per tant, posseeix una potent acció antiinflamatòria.
En realitat, no en tots els tipus d'inflamació s'alliberen prostaglandines en grans quantitats, i en alguns casos actuen com a moderadores de la resposta inflamatòria.
Aspirina exerceix la seva acció inflamatòria en disminuir les respostes de les cèl·lules a l'estímul inflamatori.

### Altres accions de l'AAS
- Inhibeix el transport d'àcid úric des de l'interior del túbul al ronyó, l'AAS fa que aquest àcid s'elimini per l'orina. Aquesta acció s'anomena uricosúrica. L'AAS pel seu efecte antiinflamatori i analgèsic, pot utilitzar-se en l'atac agut de gota.
- L'AAS interfereix en la síntesi de protombina, una proteïna que intervé en la coagulació sanguínia.
- L'AAS posseeix també diversos efectes sobre el metabolisme, però a concentracions elevades.
- Per un costat accelera la utilització de glucosa, però per altra part dificulta l'acumulació d'ATP, una substància fonamental per emmagatzemar energia dins les cèl·lules. Aquesta reducció pot alterar la síntesi de proteïnes al teixit connectiu, responsable de la cicatrització i reparació de lesions a l'organisme.

## Indicacions

### L'AAS com a analgèsic
La utilitat més coneguda de l'AAS és la de calmant del dolor. L'AAS és l'analgèsic més utilitzat en tota classe de dolors d'intensitat mitjana o moderada, i en alguns dolors intensos la seva utilització associada a uns altres analgèsics potencien l'acció d'aquest últim; a més a més l'AAS es pot associar pràcticament a tots els analgèsics i només reacciona adversament amb pocs.
L'AAS resulta molt eficaç en dolors com cefalees, a les articulacions, els músculs o parts toves. També a dolors que produeixen inflamació resulta útil, i inclús als relacionats amb processos infecciosos bacterians o vírics. En el cas que algun d'aquests dolors es presenti com a símptoma d'una malaltia crònica, és recomanable l'ús de narcòtics o opiacis presenta algun risc d'habitualitat.
En resum, a causa de la gran quantitat de dolors per a la qual pot ser emparada, i a la seva capacitat per a potenciar l'acció d'altres analgèsics, l'AAS és el medicament més habitualment usat per al tractament del dolor.

#### Dolor muscular
El dolor muscular sol estar relacionat amb tensió, aquest tipus de molèstia té, normalment, el seu origen a la zona lesionada. Existeixen molts tipus de dolor muscular, però la classificació més freqüent es basa en la zona del cos afectada així com en la seva durada i intensitat. Els quadres de dolor agut han de ser tractats de forma específica amb un analgèsic preferiblement amb propietats antiinflamatòries com l'àcid acetilsalicílic.

### Cefalea
La cefalea o mal de cap, és un símptoma que pot ser originat a múltiples malalties, de diverses etiologies.
En general, es considera a la cefalea un símptoma freqüent, que pot obeir a un trastorn primari o que pot ser secundari a altres afeccions. És per això que no poden fer-se pressuposicions a priori sobre la gravetat del símptoma i, quan les cefalees tenen relativa freqüència, s'imposa la consulta mèdica.

#### L'AAS en la migranya
L'AAS pot emprar-se en la migranya tant durant els episodis dolorosos com al tractament profilàctic.
Com a tractament als episodis aguts, l'AAS s'ha mostrat molt eficaç, ja que evita que es puguin utilitzar altres analgèsics més potents o amb efectes secundaris.
L'eficàcia de l'AAS en aquest tipus de mals pot arribar a ser molt alta (aprox. 70%) tot i que depèn del moment en què es prengui, ja que si s'espera que el dolor sigui agut és molt més difícil de combatre'l. Això passa atès que durant els atacs de migranya existeix un retard en el buidament de l'estómac, la qual cosa retarda molt l'absorció de l'AAS. Si el dolor ja és agut, no s'ha de creure, malgrat el que s'ha dit abans, que augmentant la dosi es contrarestarà la lenta absorció. Encara que en un primer moment pugui ser així, la ingestió d'AAS en dosis superiors a les recomanades pot produir una cefalea deguda a fàrmacs, que sols desapareix després d'interrompre la seva ingestió.
Malgrat l'eficàcia de l'AAS, la profilaxi de la migranya és un problema molt complex i algunes persones obtenen majors beneficis amb l'administració de beta-bloquejants o d'antagonistes de calci.

#### L'AAS en la cefalea de tensió
La cefalea de tensió és la més freqüent i tot i que la seva causa és desconeguda, es creu que està associada a una contracció excessiva dels músculs del coll i el cap o un estrès psicològic intens.
L'AAS, en dosis moderades, és l'analgèsic més apropiat, tot i que, si el dolor és molt freqüent, s'ha de tenir en compte que hi ha risc de cefalea per analgèsics.

### L'AAS en malalties reumatològiques
És útil en moltes malalties reumatològiques, pel seu efecte antiàlgic i antiinflamatori, per exemple, en:
- Artrosi
- Febre reumàtica
- Artritis reumatoide

### L'AAS en malalties cardiovasculars

#### Tractament antiagregant plaquetari en malalties coronàries
Les plaquetes poden ajudar que una cardiopatia isquèmica crònica s'aguditzi: la seva agregació en una zona de lesió vascular produeix vasoconstricció i possible trombosi.
Les plaquetes són extremadament sensibles a l'AAS, això es deu al fet que l'AAS inhibeix la síntesi de tromboxà plaquetari, un agent vasoconstrictor i que provoca agregació plaquetària i estimula la síntesi de prostaciclina, agent d'efectes oposats al tromboxà plaquetari.
Segons va publicar el 1992 el New England Journal of Medicine, aquesta doble acció de l'AAS és responsable de què el seu ús es recomani per l'angina de pit, tant estable com inestable i l'infart de miocardi en la fase aguda.

#### Angina de pit
Donat que l'AAS impedeix la formació de plaquetes per supressió de l'activitat de les prostaglandines, i això resulta útil per reduir i inclús eliminar l'acumulació de la placa en les parets de les artèries, provoca que l'AAS causi menys probabilitat en la formació de l'angina.
Podem distingir dos tipus d'angines de pit.
Angina de pit estable
L'angina de pit estable és aquella en la que apareix un dolor opressiu en la zona anterior del pit quan s'han realitzat exercicis de certa intensitat. Malgrat el seu nom, l'angina de pit estable sols anar progressant fins a desembocar en un infart agut de miocardi o mort sobtada d'origen coronari.
Cedeix amb el repòs.
L'administració de l'AAS pot reduir la incidència de l'infart en gairebé un 90%, atès que impedeix que les plaquetes quedin adherides a la zona més estreta d'una artèria lleugerament taponada, obstruint totalment el pas de la sang.
Angina de pit inestable
Aquesta patologia, a diferència de l'anterior, requereix que s'hagi realitzat un esforç moderat o gran per aparèixer, i a més a més evoluciona molt ràpidament a un infart de miocardi.
No cedeix amb el repòs.
Quatre estudis amb l'AAS comparada amb placebo han mostrat sense dubtes que l'AAS redueix la incidència d'infart de miocardi en un 50% o 70% als pacients amb angina de pit inestable. El tractament es basa en AAS, però donat que encara hi ha pacients que evolucionen a infart, s'estan portant a terme estudis que combinen AAS a dosis baixes i herapina. Quan el pacient ha passat la fase aguda de l'angina inestable es recomana l'AAS. Donades aquestes evidències, l'AAS s'ha convertit en un dels pilars del tractament d'aquest tipus d'angina, molt perillosa per la seva tendència ràpida a evolucionar a infart agut de miocardi.
Els efectes beneficiosos de l'AAS en pacients amb angina de pit inestable es van veure confirmats i descrits com concloents en l'informe de 1989 previ a l'Estudi sobre la Salut dels Metges.

#### L'AAS i els atacs cardíacs
L'oclusió completa d'un vas coronari produeix l'infart de miocardi. L'infart agut de miocardi es deu a la trombosi d'un vas coronari, generalment deguda a una placa d'ateroma o colesterol. Els dos tipus de fàrmacs més utilitzats (els antitrombòtics i els fibrinolítics) aconsegueixen que permeti de nou el pas de la sang i evita que el vas torni a tancar-se, però tant uns com d'altres poden produir hemorràgies greus, que quan tenen lloc a les artèries cerebrals poden ser fatals.
En el tractament d'un atac al cor pot incloure's l'administració de fàrmacs destinats a dissoldre el coàgul que bloqueja el flux sanguini en l'artèria coronària. Els cardiòlegs pensen que com més aviat s'administrin aquests fàrmacs, major és la probabilitat que el pacient sobrevisqui. Per això se suggereix a vegades que a les farmacioles dels equips mèdics d'emergència s'incloguin aquests medicaments destinats a dissoldre eventuals coàguls. Aquest suggeriment no ha trobat un ressò generalitzat per diversos motius, entre els quals es troba sens dubte, l'elevat cost d'aquestes substàncies, conegudes com a agents trombolítics. Una altra de les raons que justifiquen les reticències és que els fàrmacs utilitzats per dissoldre els coàguls són potencialment perillosos.
Però el 1988 a través del American College of Cardiology es donen a conèixer resultats sorprenents relacionats amb les malalties cardiòlogues i els seus remeis: es descobreix que l'AAS i l'estreptocinasa, administrades per separat, es van mostrar eficaces per reduir l'índex de mortalitat. Cadascun d'aquests fàrmacs el van reduir en un 25% aproximadament. Però encara més, l'estudi demostrava que l'AAS combinada amb l'estreptocinasa reduïa el perill en un 50%.
A tots aquests avantatges s'afegeix l'assequibilitat del preu amb què es comercialitza l'AAS.
Per tractar a pacients convalescents d'un primer atac de miocardi ja el 1953 el doctor Lawrence L.Craven, que exercia medicina general a Califòrnia, administrava a aquests una dosi de 325mg. d'AAS diària per prevenir un segon atac.
El 1991 el doctor E. Dalen afirmava que: 
| «          | Revisant els informes de Craven després de 40 anys, i després de dotzenes d'investigacions clíniques, ¿què podem concloure? Doncs, simplement, que si la seva prescripció d'"una aspirina diària" hagués estat adoptada pels nord-americans el 1950, s'haurien pogut evitar centenars de milers d'infarts de miocardi i hemorràgies cerebrals | » |
| — E. Dalen | |   |

.
El doctor Charles Hennekens, professor de medicina en la Harvad Medical School, va explicar en una ocasió que de cada 1000 persones que patien un atac de cor agut, 100 morien a conseqüència d'aquest atac si no rebien tractament mèdic. "Si els administren a tots AAS, salvaran 23 vides, sense provocar cap hemorràgia cerebral afegida. Si els donen trombolítics a tots, salvaran 27 vides, corrent el risc de provocar cert nombre d'hemorràgies cerebrals no mortals: exactament, 2,7 hemorràgies: és a dir, per cada 10 vides que salven, causaran una hemorràgia cerebral".

#### L'AAS en la malaltia arterial perifèrica
L'arterioesclerosi afecta també i amb relativa freqüència a les artèries de les extremitats, especialment a les inferiors, causant la malaltia arterial perifèrica.
L'AAS és el fàrmac d'elecció degut a l'efecte d'antiagregant plaquetari.

#### L'AAS en la malaltia vascular cerebral
La major part dels accidents vasculars cerebrals són deguts a la falta de corrent sanguini per l'oclusió d'una artèria cerebral a causa d'un tromb. La falta de corrent sanguini pot produir una lesió greu a la zona cerebral afectada.
La capacitat de l'AAS per a prevenir i inhibir aquests trombes explica la seva utilització en les malalties cerebrovasculars.

##### Tractament de l'ictus isquèmic
La utilització d'antigangrenants plaquetaris en els diferents casos d'ictus és motiu de controvèrsia en la literatura mèdica.
Alguns estudiosos assenyalen una evolució neurològica favorable de pacients d'ictus isquèmic i amb atacs isquèmics transitoris que van ser tractats amb AAS. Malgrat que el tractament anticoagulant en l'ictus no ha pogut demostrar encara la seva eficàcia, existeix sempre el risc d'hemorràgia.

##### Prevenció de la demència senil multiinfart
La demència senil multiinfart és una espècie de demència senil produïda per nombrosos petits infarts cerebrals repetits que es deuen a oclusions vasculars per l'arterioesclerosi.
Aspirina, en reduir la incidència d'ictus petits podria millorar l'evolució de les demències de tipus arterioescleròtic. En un estudi publicat el 1989 pel Journal of American Geriatrics Society es va demostrar que l'ús de l'AAS en un grup de 70 pacients de demència multiinfart va millorar el flux cerebral i el rendiment intel·lectual dels pacients. Tot i que aquestes dades no han estat corroborades per una extensa investigació, és possible que la ingesta de dosis baixes d'AAS detingui l'evolució o fins i tot millori als malalts amb demència senil multiinfart.

### L'AAS en la diabetis
Aspirina té un efecte favorable sobre el metabolisme de la glucosa, en produir una acceleració de la utilització de la glucosa i estimular la producció d'insulina.
La utilitat de l'AAS per als diabètics està en la seva capacitat per a reduir les complicacions vasculars, com la retinopatia diabètica o els fenòmens trombòtics deguts a una superproducció de tromboxans.
Per això, només aquells pacients diabètics amb vasculopaties i aquells amb major perill de tenir vasculopatia es veurien beneficiats per l'ús de l'AAS.

### Altres noves indicacions
No ha demostrat eficàcia en la malaltia d'Alzheimer. Tampoc hi han suficients dades que recolzin l'ús en la tuberculosi.
Aspirina ha resultat d'utilitat en totes aquelles patologies que en el seu origen depenguin de l'acció de les prostaglandines o les plaquetes.
Així en el cas de cremades per exposició perllongada al sol, les prostaglandines estan implicades en el procés de formació de l'eritema o enrogiment solar, el que explica la seva utilitat a l'hora d'endarrerir l'aparició i disminuir la intensitat de les cremades per raigs solars.
A pacients amb insuficiència renal crònica que han de seguir un tractament de diàlisi, les cànules que uneixen una artèria o una extremitat per facilitar el procés de diàlisi són susceptibles d'obstruir-se. De la mateixa manera que en els altres tipus de trombes, aspirina col·labora eficaçment a prevenir la trombosi d'aquestes cànules.
D'altres estudis més recents assenyalen la possibilitat que l'AAS podria prevenir determinats tipus de tumors (tot i que sense disminuir la taxa de mortalitat). Però inevitablement, a causa del nombre reduït de pacients als quals s'han realitzat aquests estudis, no es pot assegurar que la taxa d'èxit obtinguda sigui vàlida. Per tant, és recomanable esperar ue els estudis a persones susceptibles de contreure càncer algun dia, siguin més exhaustius i donin un resultat més clar.

## Contraindicacions de l'AAS
- Úlcera gastroduodenal o molèsties gàstriques de repetició.
- Al·lèrgia a salicilats o a la resta dels components o a compostos antiinflamatoris no esteroidals o a la tartrazina.
- Hemofília o problemes de coagulació sanguínia.
- Teràpia conjunta amb anticoagulants orals.
- Insuficiència renal i/o hepàtica.
- Asma.
- Hipertensió arterial no controlada o malaltia coronària greu.
- Infants menors de sis anys (risc de síndrome de Reye).

## Reaccions adverses
Irritació gastrointestinal, erupcions cutànies, dificultat respiratòria, vertigen, sequedat de boca, nas o gola i nerviosisme. Somnolència, sobretot quan s'ingereixen simultàniament begudes alcohòliques, la qual cosa pot disminuir la capacitat de conducció de vehicles i utilització de màquines.
Es calcula en un 5% de la població, com a màxim, el percentatge de persones a qui l'AAS, pot provocar efectes secundaris indesitjats. Aquests efectes poden anar des d'una simple irritació d'estómac fins, a alguns nens, l'anomenada síndrome de Reye.

### Efectes adversos cardiovasculars i bioquímics
Pel seu efecte sobre la síntesi de prostaglandines i al bloqueig de ciclooxigenasa, l'AAS pot elevar molt lleugerament la pressió arterial i en algun cas induir vasoconstricció coronària.
Estudis han demostrat la possibilitat que aquest lleuger efecte vasoconstrictor pugui produir una certa vasoconstricció coronària, tot i que s'ha observat que és completament reversible i corregible amb nitroglicerina. És difícil que aquest efecte pugui tenir repercussió clínica tot i que podria neutralitzar molt lleugerament els efectes clarament favorables de l'AAS sobre la cardiopatia isquèmica.

### Resistència a l'aspirina
Els individus en els quals els assajos de la funció plaquetària demostren resistència a l'aspirina tenen menys probabilitats de tenir protecció cardiovascular tant amb l'aspirina com amb altres tractaments antiagregants. Aquesta situació es presenta en un 28% dels pacients, i és especialment propensa en aquells pacients amb un tractament que combina l'aspirina amb altres fàrmacs.

### Efectes adversos de l'AAS a dosis altes i mantingudes
Les reaccions adverses més notificades de l'AAS són els efectes gastrointestinals, seguit per la lesió renal, les alteracions de la coagulació sanguina, les cefalees i les nàusees. Com les prostaglandines exerceixen un paper important en la fisiologia gastrointestinal és lògic que una substància que altera la seva producció actuï a aquest nivell.
Es consideren factors de risc per la presentació d'aquests efectes adversos els antecedents de patologia gastrointestinal, l'edat superior a 60 anys, la invalidesa i la presència d'una malaltia de base greu associada.
L'efecte lesiu de la mucosa gàstrica i intestinal, està estreta i enormement relacionat amb la capacitat d'inhibir la síntesi de prostaglandines.
En realitat, l'AAS tot i que incriminat de lesiu per la mucosa digestiva un estudi acabat de realitzar per Fries i col·laboradors ha demostrat que posseeix un índex de toxicitat gastrointestinal relativament baix, comparat amb altres antiinflamatoris no esteroidals.
Quant a l'efecte sobre el flux vascular-renal. Aspirina pot causar un descens reversible de la filtració glomerular. Altres efectes adversos renals són insuficiència renal aguda, nefritis intersticial, necrosi papil·lar, insuficiència renal crònica i hiperpotasèmia.
Els efectes adversos renals s'assemblen enormement als d'altres AINEs, tot i que sens dubte existeix una variabilitat individual.
Es considera que existeix un major risc de lesió renal al lupus eritematós disseminat i a l'artritis reumatoide atès que en aquestes malalties una falta de prostaglandines en l'àmbit renal pot precipitar amb major rapidesa i gran facilitat dany al ronyó.
Sigui com sigui aquestes lesions renals precisen dosis altes mantingudes durant molt de temps i es veuen altament afavorides si s'associa amb d'altres AINEs, com el paracetamol.
l'AAS pot interferir en algunes ocasions en els efectes dels fàrmacs antihipertensius i diürètics. També s'ha descrit la possibilitat que descendeixi el flux tot i que això és reversible amb nitrits.

## Reaccions d'hipersensibilitat
L'AAS pot produir a pacients predisposats reaccions al·lèrgiques i pseudoal·lèrgies.
Dins les reaccions al·lèrgiques més comunes s'ha de destacar l'angioedema, el xoc anafilàctic, i amb menys freqüència la urticària i l'asma bronquial. Aquestes reaccions no solen creuar-se amb altres fàrmacs del grup dels AINEs.
Les reaccions pseudoal·lèrgiques solen ser: rinitis vasomotora, congestió nasal i atacs d'asma. Una dosi, inclús petita, d'AAS pot desencadenar un atac de rinorrea, asma i enrogiment facial.
Cal recordar que les reaccions al·lèrgiques genuïnes són particularment estranyes.
Als casos greus en què apareix xoc anafilàctic, amb hipertensió, síncope i edema de les vies respiratòries altes s'ha d'usar adrenalina al més aviat possible.

## Intoxicació d'AAS per sobredosificació
Per determinar la gravetat de la intoxicació és necessari conèixer la quantitat exacta de fàrmac ingerit. Per valorar els nivells que determinen una intoxicació greu es precisa saber també l'hora que ha estat ingerida, ja que el nivell alt determinat serà més perillós com més temps hagi passat.
La simptomatologia s'inicia amb acúfens que solen coincidir amb nivells lleugerament elevats d'àcid acetilsalicílic, per seguir amb nàusees i vòmits, a més d'augment de freqüència respiratòria, alteracions en l'equilibri i al sistema nerviós central.
Mentre que les alteracions de l'equilibri a l'adult solen ser alcalosi, als nens predomina l'acidosi. Les alteracions neurològiques són freqüents, amb confusió, obnubilació, agitació, convulsions i coma. Poden afegir-se hemorràgies, no per l'acció antiagregant plaquetari, sinó per la disminució excessiva de les xifres de protrombina.